# Saint-Sulpice-les-Feuilles
Pour les articles homonymes, voir Saint-Sulpice.
Saint-Sulpice-les-Feuilles est une commune française située dans le département de la Haute-Vienne, en région Nouvelle-Aquitaine.

## Géographie
La commune est limitrophe du département de la Creuse.

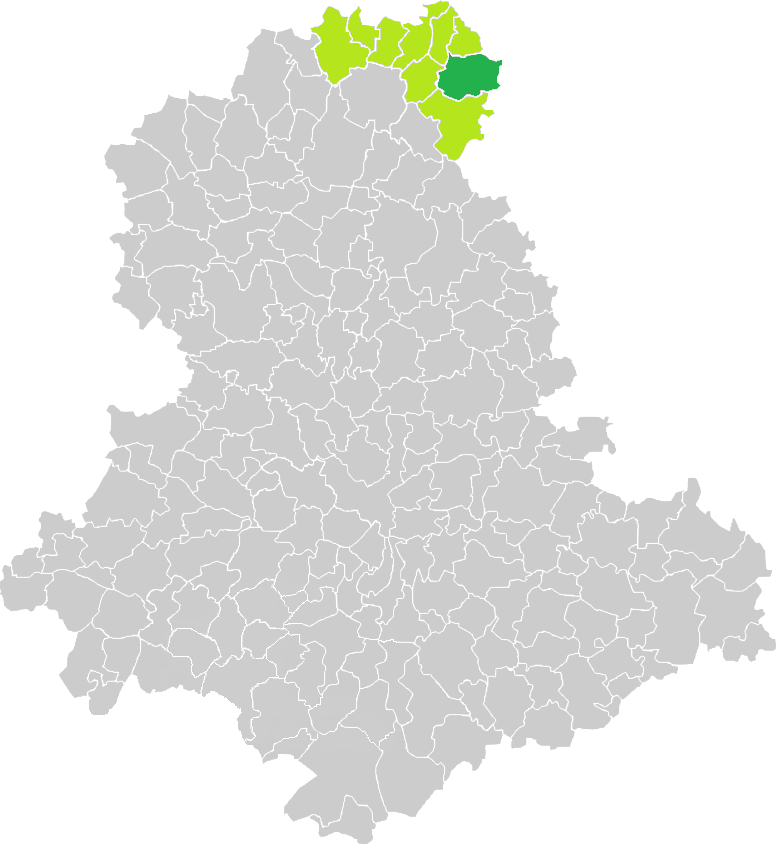
Situation de la commune de Saint-Sulpice-les-Feuilles en Haute-Vienne.

| Saint-Georges-les-Landes | Les Grands-Chézeaux        | Azerables (Creuse) |
| Mailhac-sur-Benaize      | Saint-Sulpice-les-Feuilles | Vareilles (Creuse) |
|                          | Arnac-la-Poste             |                    |

### Hydrographie
Le territoire communal est arrosé par la rivière Benaize.

### Climat
Pour des articles plus généraux, voir Climat de la Nouvelle-Aquitaine et Climat de la Haute-Vienne.
Historiquement, la commune est dans une zone de transition entre le climat océanique limousin et le climat montagnard.
En 2020, Météo-France publie une typologie des climats de la France métropolitaine dans laquelle la commune est exposée à un climat océanique altéré et est dans la région climatique Ouest et nord-ouest du Massif Central, caractérisée par une pluviométrie annuelle de 900 à 1 500 mm, maximale en automne et en hiver.
Pour la période 1971-2000, la température annuelle moyenne est de 10,9 °C, avec une amplitude thermique annuelle de 15 °C. Le cumul annuel moyen de précipitations est de 919 mm, avec 13,1 jours de précipitations en janvier et 7,6 jours en juillet. Pour la période 1991-2020, la température moyenne annuelle observée sur la station météorologique la plus proche, située sur la commune de La Souterraine à 13 km à vol d'oiseau, est de 11,5 °C et le cumul annuel moyen de précipitations est de 1 031,4 mm,. Pour l'avenir, les paramètres climatiques de la commune estimés pour 2050 selon différents scénarios d’émission de gaz à effet de serre sont consultables sur un site dédié publié par Météo-France en novembre 2022.

## Urbanisme

### Typologie
Au 1er janvier 2024, Saint-Sulpice-les-Feuilles est catégorisée commune rurale à habitat dispersé, selon la nouvelle grille communale de densité à sept niveaux définie par l'Insee en 2022.
Elle est située hors unité urbaine et hors attraction des villes,.

### Occupation des sols
L'occupation des sols de la commune, telle qu'elle ressort de la base de données européenne d’occupation biophysique des sols Corine Land Cover (CLC), est marquée par l'importance des territoires agricoles (88,1 % en 2018), une proportion sensiblement équivalente à celle de 1990 (88,8 %). La répartition détaillée en 2018 est la suivante :
zones agricoles hétérogènes (45,7 %), prairies (26,7 %), terres arables (15,7 %), forêts (8,7 %), zones urbanisées (2,7 %), eaux continentales (0,6 %). L'évolution de l’occupation des sols de la commune et de ses infrastructures peut être observée sur les différentes représentations cartographiques du territoire : la carte de Cassini (XVIIIe siècle), la carte d'état-major (1820-1866) et les cartes ou photos aériennes de l'IGN pour la période actuelle (1950 à aujourd'hui).

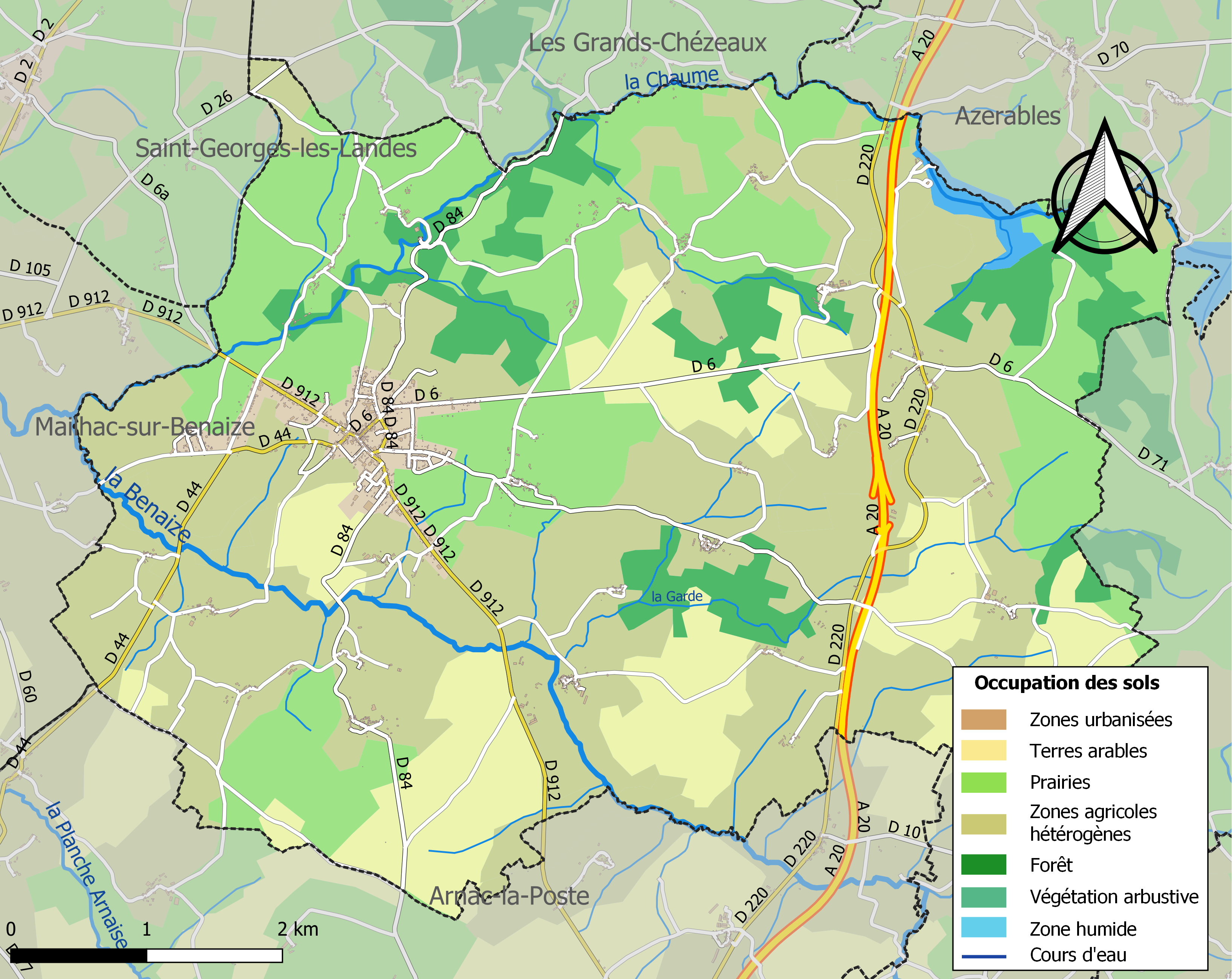
Carte des infrastructures et de l'occupation des sols de la commune en 2018 (CLC).

### Risques majeurs
Le territoire de la commune de Saint-Sulpice-les-Feuilles est vulnérable à différents aléas naturels : météorologiques (tempête, orage, neige, grand froid, canicule ou sécheresse) et séisme (sismicité faible). Il est également exposé à un risque particulier : le risque de radon. Un site publié par le BRGM permet d'évaluer simplement et rapidement les risques d'un bien localisé soit par son adresse soit par le numéro de sa parcelle.

#### Risques naturels

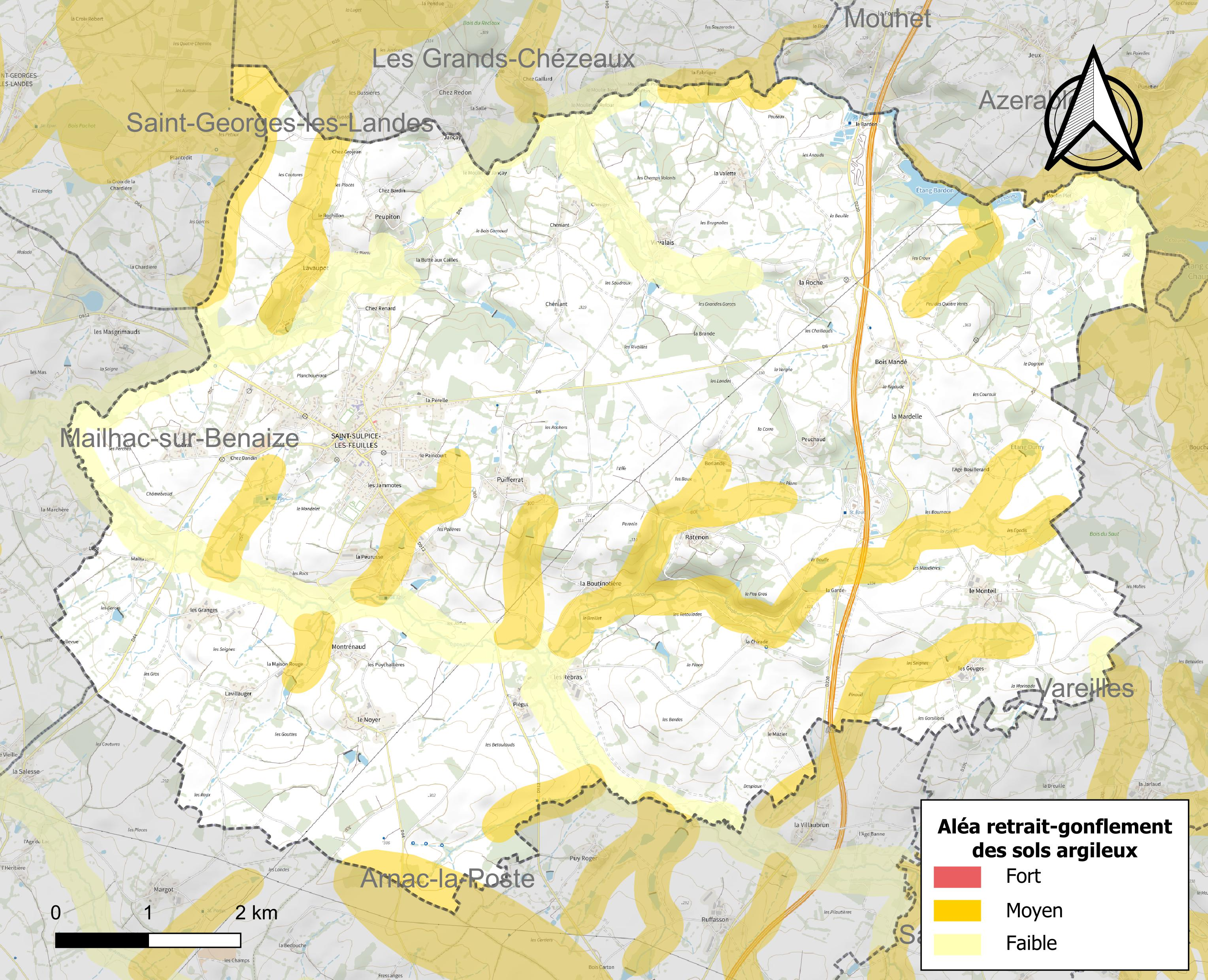
Carte des zones d'aléa retrait-gonflement des sols argileux de Saint-Sulpice-les-Feuilles.

Le retrait-gonflement des sols argileux est susceptible d'engendrer des dommages importants aux bâtiments en cas d’alternance de périodes de sécheresse et de pluie. 14 % de la superficie communale est en aléa moyen ou fort (27 % au niveau départemental et 48,5 % au niveau national métropolitain). Depuis le 1er octobre 2020, en application de la loi ÉLAN, différentes contraintes s'imposent aux vendeurs, maîtres d'ouvrages ou constructeurs de biens situés dans une zone classée en aléa moyen ou fort,.
La commune a été reconnue en état de catastrophe naturelle au titre des dommages causés par les inondations et coulées de boue survenues en 1982, 1987 et 1999 et par des mouvements de terrain en 1999.

#### Risque particulier
Dans plusieurs parties du territoire national, le radon, accumulé dans certains logements ou autres locaux, peut constituer une source significative d’exposition de la population aux rayonnements ionisants. Selon la classification de 2018, la commune de Saint-Sulpice-les-Feuilles est classée en zone 3, à savoir zone à potentiel radon significatif.

## Toponymie
Son nom est aussi Sent Sepize en marchois, dialecte du Croissant.

## Histoire

### Blasonnement
|  | Les armoiries de Saint-Sulpice-les-Feuilles se blasonnent ainsi : D'azur à trois feuilles de chêne versées de sinople, la nervure principale d'or, réunies par leurs pétioles, la première posée en fasce, la seconde en pal et la troisième en bande, chargées de deux glands de gueules à la cupule d'or posés en barre l'un sur l'autre ; au chef rompu d'or. |

## Politique et administration

### Liste des maires
| Période                                  | Période  | Identité      | Étiquette | Qualité                  |
| ---------------------------------------- | -------- | ------------- | --------- | ------------------------ |
| avant 1988                               | ?        | Robert Castel | DVG       |                          |
| mars 2001                                | 2014     | Hervé Bernard | PS        |                          |
| mars 2014                                | En cours | Alain Jouanny | DVG       | conseiller départemental |
| Les données manquantes sont à compléter. |          |               |           |                          |

## Démographie
L'évolution du nombre d'habitants est connue à travers les recensements de la population effectués dans la commune depuis 1793. Pour les communes de moins de 10 000 habitants, une enquête de recensement portant sur toute la population est réalisée tous les cinq ans, les populations de référence des années intermédiaires étant quant à elles estimées par interpolation ou extrapolation. Pour la commune, le premier recensement exhaustif entrant dans le cadre du nouveau dispositif a été réalisé en 2004.

En 2022, la commune comptait 1 196 habitants, en évolution de −4,85 % par rapport à 2016 (Haute-Vienne : −0,68 %, France hors Mayotte : +2,11 %).
| 1793  | 1800  | 1806  | 1821  | 1831  | 1836  | 1841  | 1846  | 1851  |
| ----- | ----- | ----- | ----- | ----- | ----- | ----- | ----- | ----- |
| 1 250 | 1 316 | 1 353 | 1 574 | 1 783 | 1 844 | 1 802 | 1 881 | 1 947 |

| 1856  | 1861  | 1866  | 1872  | 1876  | 1881  | 1886  | 1891  | 1896  |
| ----- | ----- | ----- | ----- | ----- | ----- | ----- | ----- | ----- |
| 1 929 | 1 793 | 1 888 | 1 992 | 1 972 | 2 061 | 2 108 | 2 143 | 2 008 |

| 1901  | 1906  | 1911  | 1921  | 1926  | 1931  | 1936  | 1946  | 1954  |
| ----- | ----- | ----- | ----- | ----- | ----- | ----- | ----- | ----- |
| 1 997 | 1 997 | 1 987 | 1 786 | 1 806 | 1 673 | 1 716 | 1 655 | 1 450 |

| 1962  | 1968  | 1975  | 1982  | 1990  | 1999  | 2004  | 2006  | 2009  |
| ----- | ----- | ----- | ----- | ----- | ----- | ----- | ----- | ----- |
| 1 465 | 1 399 | 1 410 | 1 434 | 1 422 | 1 272 | 1 262 | 1 246 | 1 224 |

| 2014  | 2019  | 2022  | - | - | - | - | - | - |
| ----- | ----- | ----- | - | - | - | - | - | - |
| 1 251 | 1 203 | 1 196 | - | - | - | - | - | - |

## Lieux et monuments
- Église Saint-Sulpice de Saint-Sulpice-les-Feuilles.
- Dolmen des Bras.
- Les Écritures des pluies, 1989, de Patrick Tosani. Œuvre d'art publique.
- Les châtaigniers Petit Jean, arbres remarquables de plus de 500 ans.

## Personnalités liées à la commune
- Camille Gabiat (1861-1937), homme politique français né le 16 décembre 1861 à Paris et décédé le 30 septembre 1937 à Saint-Sulpice-les-Feuilles.
- Maxime Letourneur (1906-1980) est né le 13 mars 1906 à Saint-Sulpice-les-Feuilles, il fut membre du Conseil d'État et maire de Saint-Sulpice-les-Feuilles de 1953 à sa mort.
- Le comédien William Sabatier (1923-2019) est inhumé dans le caveau familial[24].

## Pour approfondir